# Francis Dana

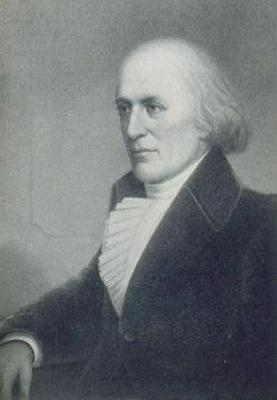
Francis Dana

Francis Dana (* 13. Juni 1743 in Charlestown, Province of Massachusetts Bay; † 25. April 1811 in Cambridge, Massachusetts) war ein US-amerikanischer Jurist und Politiker.

## Werdegang
Francis Dana graduierte 1762 am Harvard College. Er studierte Jura, bekam seine Zulassung als Anwalt und fing dann 1767 in Boston an zu praktizieren. Dana war auch politisch aktiv. Er war 1774 Delegierter zum Provinzialkongress. Danach verbrachte er zwei Jahre in England, wo er die Differenzen zwischen Großbritannien und den amerikanischen Kolonien zu bereinigen versuchte. Nach seiner Rückkehr war er zwischen 1776 und 1780 als Staatsrat (State Councilor) tätig. Ferner war er zwischen 1777 und 1778 Mitglied des Kontinentalkongresses und unterzeichnete in dieser Funktion am 9. Juli 1778 die Konföderationsartikel.
Am 28. September 1779 wurde er ausgewählt, John Adams nach Paris zu begleiten, der dort als Beauftragter einen Friedensvertrag mit Großbritannien und einen Handelsvertrag mit Holland aushandeln sollte. Am 19. Dezember 1780 wurde er zum Gesandten in Russland ernannt; er diente jedoch niemals dort. Dana wurde 1784 wieder Delegierter zum Kontinentalkongress. Danach war er zwischen 1785 und 1791 Richter am Supreme Court of Massachusetts. Am 29. November 1791 wurde er als Nachfolger von Nathaniel Peaslee Sargent zum Obersten Staatsrichter (Chief Justice) ernannt und bekleidete diese Stellung 15 Jahre lang. Während dieser Zeit nahm er 1788 an der verfassunggebenden Versammlung teil, welche die US-Verfassung verabschiedete. Ferner war er 1780 einer der Begründer der American Academy of Arts and Sciences.
Dana verstarb 1811 in Cambridge und wurde auf dem Old Cambridge Cemetery beigesetzt.